# Medinilla obovata
Medinilla obovata är en tvåhjärtbladig växtart som beskrevs av Elmer Drew Merrill. Medinilla obovata ingår i släktet Medinilla och familjen Melastomataceae. Inga underarter finns listade i Catalogue of Life.